# Paul Iacono
Paul Iacono, född 7 september 1988 i Secaucus i New Jersey, är en amerikansk skådespelare och författare med italienska rötter. Han är mest känd för att ha spelat rollen som RJ Berger i MTV-serien The Hard Times of RJ Berger. En annan känd insats som han har gjort är i rollen som Neil Baczynsky, i nyinspelningen av filmen Fame.
Iacono gick under sin ungdomstid på Professional Performing Arts School i New York (examen år 2006), där en av hans klasskamrater var vännen och den senare Fame-kollegan Paul McGill. Han blev som åttaåring diagnostiserad med akut lymfatisk leukemi, men är idag helt och hållet fri från denna sjukdom, tack vare att han genomgick cellgiftsbehandlingar fram tills han var elva år gammal.
I april 2012 deltog Iacono i en intervju med journalisten Michael Musto på tidningen The Village Voice, och berättade att han identifierade sig som både homosexuell och bisexuell. Väl under denna intervju förklarade han att han kände sig attraherad av både män och kvinnor, men att han drogs mer till det manliga könet än vad han gjorde med det kvinnliga könet. År 2013 utsågs han till en av hundra inflytelserika personer inom HBTQ, detta av tidningen OUT Magazine.

## Filmografi (i urval)

### Film
| År   | Titel                    | Roll           | Noter |
| ---- | ------------------------ | -------------- | ----- |
| 2008 | Return to Sleepaway Camp | Pee Pee        |       |
| 2009 | Fame                     | Neil Baczynsky | [ 2 ] |
| 2012 | No God, No Master        | Tony Cafiero   |       |
| 2013 | G.B.F.                   | Brent Van Camp |       |
| 2014 | Animal                   | Sean           |       |

### TV
| År        | Titel                       | Roll         | Noter               |
| --------- | --------------------------- | ------------ | ------------------- |
| 2000      | Dora utforskaren            | Tjuren Benny | Avsnittet "Maestra" |
| 2010–2011 | The Hard Times of RJ Berger | RJ Berger    | Huvudroll           |